# WSOF América Central 1
WSOF América Central 1 foi um evento de artes marciais mistas promovido pelo World Series of Fighting, ocorrido em  27 de julho de 2013 no Nicaragua National Football Stadium em Manágua, Nicarágua. 

## Background
No evento principal aconteceu a luta entre os meio médios Rene Martinez e  	Ricardo Mayorga, e Rene venceu por finalização com uma guilhotina no primeiro round. 

## Referência
1. ↑  «WSOF - Central America» (em inglês). sherdog.com
2. ↑  «World Series of Fighting – Central America Results» (em inglês). mmamadhouse.com. 27 de Julho de 2013